# Isoentomon
Isoentomon (лат.) — род бессяжковых насекомых (Protura) из семейства Eosentomidae. 

## Описание
Мелкие бессяжковые. Сенсиллы передних лапок g и e (если есть) шиповидные или короткие и щетинковидные (никогда не лопатчатые); сенсиллум b1’ присутствует. Щетинка P1a на I – VI тергитах длиннее щетинки P1. Глаза, усики и крылья отсутствуют. Жвалы развиты (с несколькими зубцами), максиллярная железа с длинным узким протоком. Дыхальца на мезо- и метанотуме.
- Isoentomon atlanticum (Condé, 1947)
- Isoentomon hauseri (Nosek, 1972)
- Isoentomon myrmecobium Tuxen, 1975
- Isoentomon paulista Tuxen, 1975
- Isoentomon pluviale Tuxen, 1975
- Isoentomon pseudosaharense (Tuxen, 1967)
- Isoentomon pumilio (Bonet, 1950)
- Isoentomon pumiliodes Tuxen, 1977
- Isoentomon serinus Szeptycki, 2004
- Isoentomon setigerum (Condé, 1949)
- Isoentomon sylvicola Tuxen, 1975